# Pseudohadena manifesta
Pseudohadena manifesta là một loài bướm đêm trong họ Noctuidae.